# Esaias Heidenreich

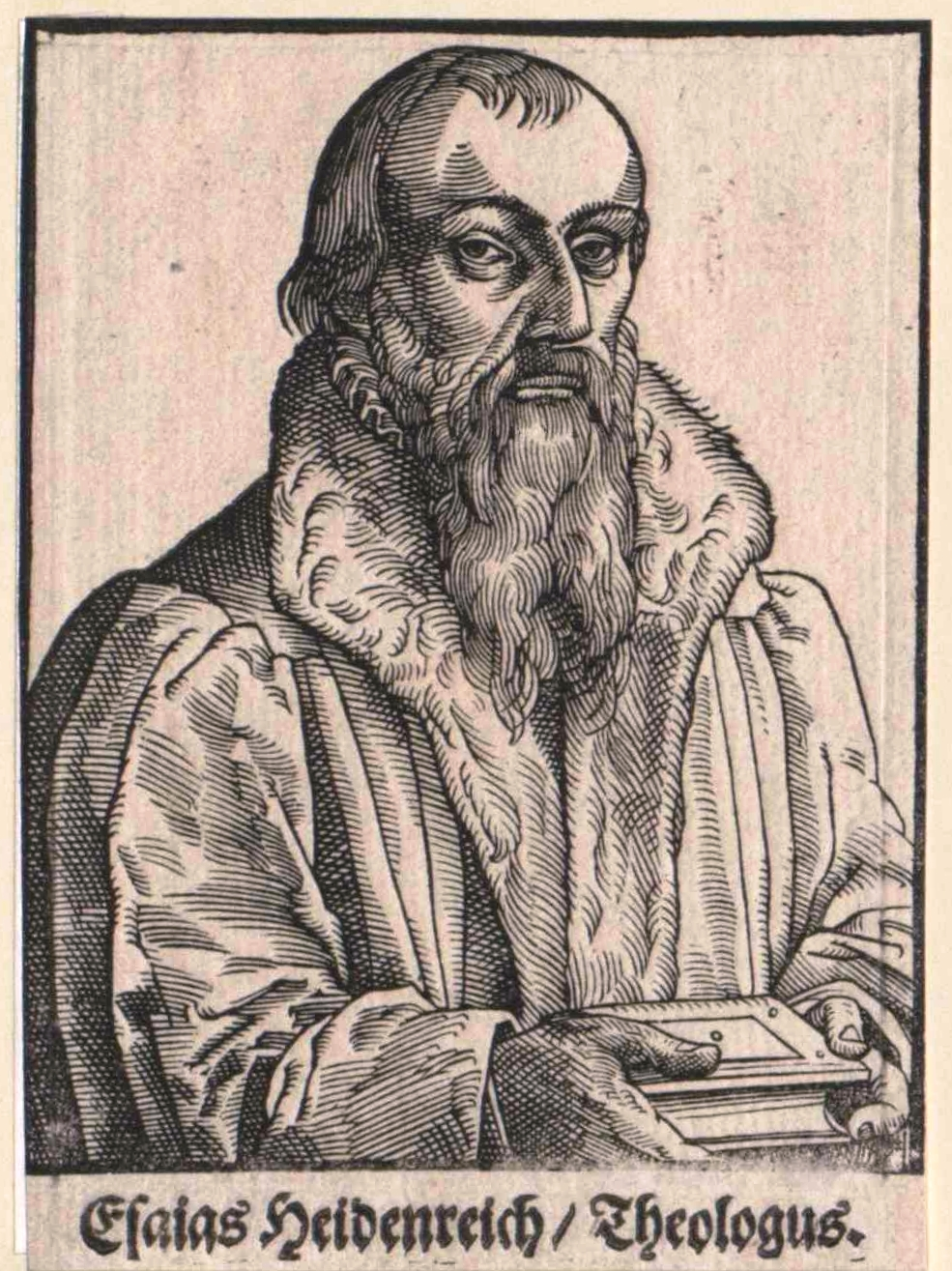
Esaias Heidenreich

Esaias Heidenreich (* 10. April 1532 in Löwenberg, Herzogtum Schweidnitz-Jauer; † 26. April 1589 in Breslau, Fürstentum Breslau) war ein deutscher lutherischer Theologe.

## Leben
Esaias Heidenreich, latinisiert Hedericus, war der älteste Sohn des 1519 zur Reformation übergetretenen Priesters Lorenz Heidenreich (1480–1557). Nach dem Besuch von Schulen in Löwenberg und Zittau begann er 1548 seine theologischen Studien an der Universität in Frankfurt (Oder) und hielt dort dann mehrere Jahre als Magister Vorlesungen. 1556 wurde Heidenreich Primarius in Schweidnitz. 1568 wurde er Pfarrer an St. Elisabeth in Breslau und Professor der Theologie am gleichnamigen Gymnasium. Diese Ämter hatte er 21 Jahre lang inne.